# ايبوليتو روزليني
نيكولا فرانشيسكو إيبوليتو بالدازار روزليني، المعروف بـ إيبوليتو روزليني (13 أغسطس 1800 – 4 يونيو 1843) كان عالم مصريات إيطالي. باحث وصديق لجان فرانسوا شامبليون، ويعتبر مؤسس علم المصريات في إيطاليا.

## سيرة حياته
وُلد في بيزا، الابن البكر لعائلة أصولها من بيسكيا. بعد دراسة العبرية وتخرجه في اللاهوت في جامعة بيزا عام 1821، درس اللغات الشرقية على يد جوزيبي ميزوفانتي في بولونيا حتى عام 1824، عندما أصبح أستاذًا في نفس المادة في جامعة بيزا. كان أول تلميذ وصديق وشريك لجان فرانسوا شامبليون. التقيا في فلورنسا في أغسطس 1825 أثناء رحلة شامبليون لدراسة المجموعات المصرية الهامة في تورين وروما وفلورنسا. في عام 1827 ذهب إلى باريس لمدة عام لتحسين معرفته بطريقة فك الرموز التي اقترحها شامبليون. وهناك التقى بزنوبيا ابنة الملحن الإيطالي لويجي شيروبيني التي تزوجها. بعد ذلك بعام رافق شامبليون في رحلة التنقيب المصرية الأخيرة المعروفة أيضًا باسم بعثة فرانكو توسكان، كقائد لمجموعة توسكان (1828-29). مول الحملة دوق توسكانا الأكبر، وليوبولد الثاني ، والملك تشارلز العاشر ملك فرنسا.

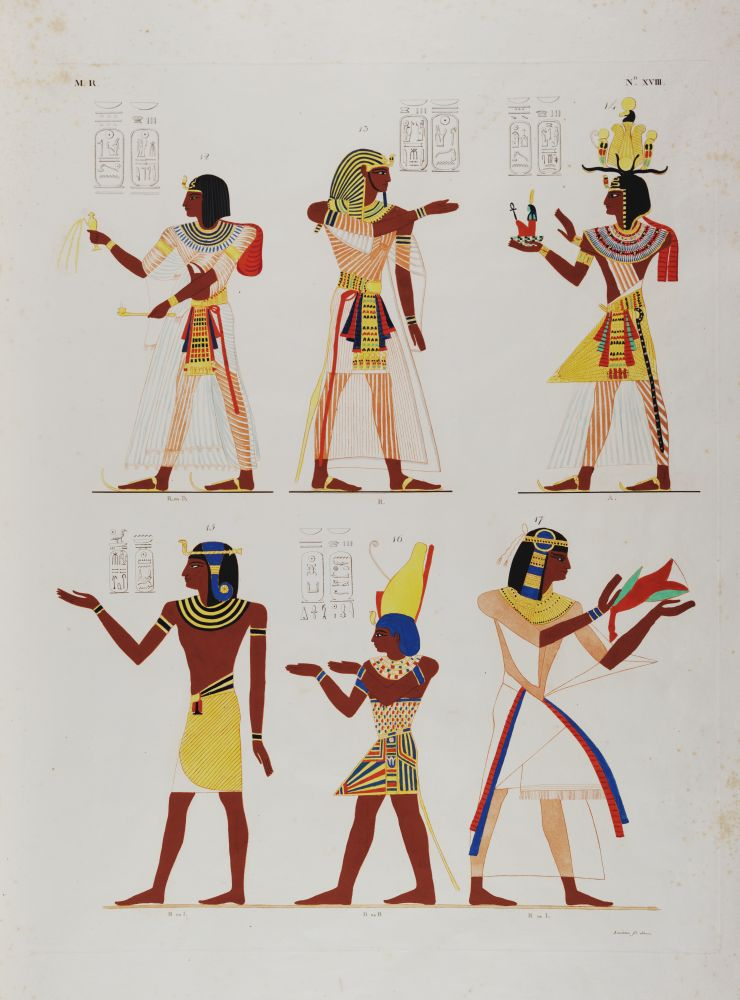
صفحة من I Monumenti dell'Egitto e della Nubia تعرض صور لملوك مصر، من نسخة أصلية في مكتبات بودليان

تركت وفاة شامبليون المفاجئة في عام 1832 لروزيليني المسؤولية الكاملة عن نشر تقرير البعثة: مابين عامي 1832 و 1843 نشر النتائج في أشهر أعماله "I Monumenti dell'Egitto e della Nubia" المكون من ثلاثة أجزاء وتسعة مجلدات، في 3300 صفحة و395 لوحة مرسومة.
بدأت صحة روزيليني في التدهور منذ عام 1836، ربما بسبب الملاريا، مما أدى في النهاية إلى وفاته في 4 يونيو 1843 في بيزا. أُهديت جميع أوراقه إلى مكتبة جامعة بيزا، بينما نُشر المجلد الأخير من كتابه بعد وفاته عام 1844. بعد ثلاث سنوات من وفاته تزوجت أرملته من شقيقه فرديناندو بيو، عالم الرياضيات الذي تبنى أبناءهما الثلاثة.

## أعمال مختارة
- 1826. Di un bassorilievo egiziano della imp. e r. Galleria di Firenze
- 1830. Breve notizia degli oggetti di antichità egiziane riportate dalla Spedizione letteraria toscana in Egitto e nella Nubia, eseguita negli anni 1828-29 ed esposti al pubblico nell'Accademia delle arti e mestieri in S. Caterina
- 1832-44. I Monumenti dell'Egitto e della Nubia, disegnati dalla spedizione scientifico-letteraria Toscana in Egitto: distribuiti in ordine di materie, interpretati ed illustrati
  - 1832. Parte I. Monumenti storici, tomo I
  - 1833. Parte I. Monumenti storici, tomo II
  - 1834. Parte II. Monumenti civili, tomo I
  - 1834. Parte II. Monumenti civili, tomo II
  - 1836. Parte II. Monumenti civili, tomo III
  - 1838. Parte I. Monumenti storici, tomo III, parte I
  - 1839. Parte I. Monumenti storici, tomo III, parte II
  - 1839. Parte I. Monumenti storici, tomo IV
  - 1841. Parte I. Monumenti storici, tomo V
  - 1844 (posthumous). Parte III. Monumenti di culto, tomo unico
- 1837. Elementa Linguae Aegyptiacae, vulgo Copticae (ed. by L.M. Ungarelli).[3]

## فهرس
- Bardelli، Giuseppe (1843). Biografia del professore Ippolito Rosellini. Florence: Tipografia Piatti. مؤرشف من الأصل في 2022-05-08. اطلع عليه بتاريخ 2015-06-13.

الإسناد
 هذه المقالة تتضمن نصاً من منشور أصبح الآن في الملكية العامة: Chisholm, Hugh, ed. (1911). "Rosellini, Ippolito". Encyclopædia Britannica (بالإنجليزية) (11th ed.). Cambridge University Press.

## روابط خارجية
- أعمال أو نبذة عن ايبوليتو روزليني على أرشيف الإنترنت